# Singine

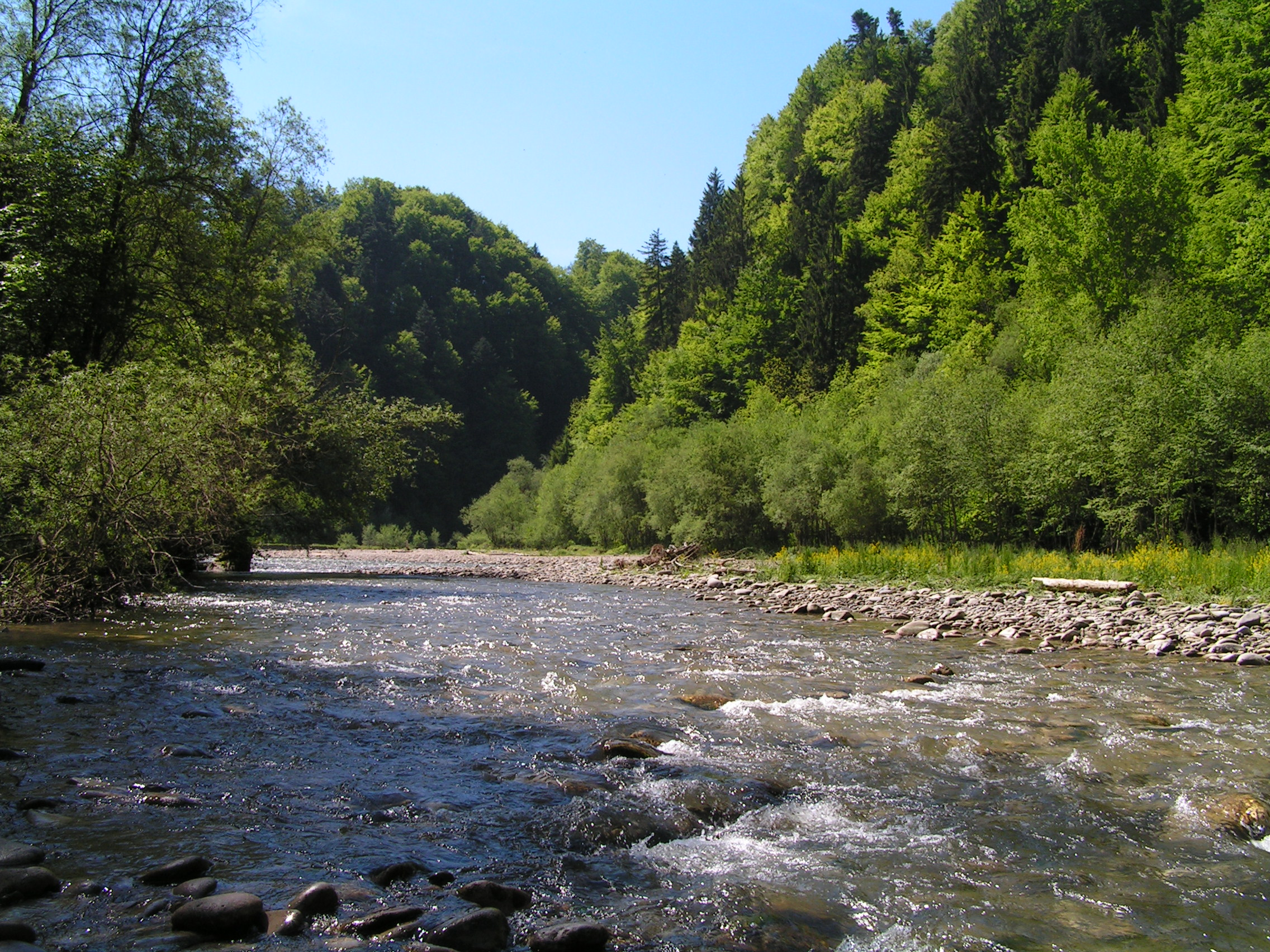
Singine

La Singine (niem. Sense) – rzeka w Szwajcarii, prawobrzeżny dopływ Sarine. Długość 36 km.
Dała nazwę okręgowi Singine (niem. Sensebezirk), na terenie którego znajduje się większa część jej biegu.